# Chór mieszany „Dzwon” w Bydgoszczy
Chór mieszany „Dzwon” w Bydgoszczy – polski chór mieszany w Bydgoszczy.

## Charakterystyka
„Dzwon” jest chórem świeckim działającym pod patronatem Bydgoskiej Spółdzielni Mieszkaniowej. Jest członkiem bydgoskiego oddziału Polskiego Związku Chórów i Orkiestr.

## Historia
Chór założono 2 lutego 1923 roku jako Towarzystwo Śpiewacze „Kaplica” na bydgoskim Okolu. Początkowo był kilkunastoosobowym zespołem śpiewaczym. Jego historię tworzyli tacy ludzie, jak m.in. Alfons Lampkowski, Roman Jaskólski, Józef Płotka i Władysław Wittstock, a w późniejszych latach – Tadeusz Kłaput, Henryk Gil, Zbigniew Kuźma, Piotr Krzemiński. W dwudziestoleciu międzywojennym aktywnie uczestniczył w życiu kulturalnym miasta i regionu, zdobywając wiele nagród i wyróżnień. W 1936 r. liczył 140 śpiewaków i był jednym z najlepszych bydgoskich zespołów chóralnych.
Reaktywacja chóru po II wojnie światowej nastąpiła w marcu 1946 r. Już w 1947 r. zespół liczył 120 osób i należał do I kategorii chórów. W latach 1947–1953 koncertował wraz z Bydgoską Orkiestrą Symfoniczną Polskiego Radia i Pomorską Orkiestrą Symfoniczną. Razem z chórami: „Harmonia” i „Hasło” wystąpił w wielkim koncercie „Opera na estradzie” - w ramach Festiwalu Muzyki Polskiej, a w 1955 r. brał udział w Światowym Festiwalu Młodzieży i Studentów w Warszawie.
Od 1957 r. chór „Dzwon” współpracował z zespołem „Polonia 1898” z Düsseldorfu. Po kryzysie artystycznym, jaki miał miejsce w latach 70., nastąpił ponowny rozwój zespołu. Patronat nad chórem sprawował Klub Handlowców „Merkury”, a od 1982 r. Bydgoska Spółdzielnia Mieszkaniowa. W latach 80. „Dzwon” uzyskał szereg nagród na festiwalach i konkursach chóralnych.